# Nicolas Born
Pour les articles homonymes, voir Born.
Nicolas Born, né Klaus Jürgen Born le 31 décembre 1937 à Duisbourg (Allemagne) et mort le 7 décembre 1979 à Breese in der Marsch (de), près de Dannenberg, dans le district de Lüchow-Dannenberg (Allemagne), est un écrivain allemand.
Nicolas Born est — avec Rolf Dieter Brinkmann — l'un des poètes allemands les plus importants et les plus novateurs de sa génération. Ses deux romans, Die erdabgewandte Seite der Geschichte (1976) et Die Fälschung (de) (1979), ont été traduits dans plus d'une douzaine de langues et comptent parmi les ouvrages les plus importants de la littérature allemande des années 1970.